# Dresden-Strehlen
Dresden-Strehlen – przystanek kolejowy w Dreźnie, w kraju związkowym Saksonia, w Niemczech. Znajduje się tu 1 peron.